# 真弓明彦
真弓 明彦（まゆみ あきひこ、1954年5月7日 - ）は、日本の実業家、技術者。北海道電力代表取締役社長を経て、同社代表取締役会長を経て、北海道経済連合会名誉会長。

## 人物・経歴
北海道旭川市出身。北海道旭川東高等学校を経て、1979年北海道大学工学部電気工学科卒業、北海道電力入社。工務畑を長く歩み、再生可能エネルギーの受け入れなども担当した。2008年理事工務部長。2012年常務取締役流通本部長。2014年取締役副社長流通本部長。
2014年北海道電力代表取締役社長に昇格。2015年から原子力推進本部長を兼務。電力自由化への対応を行い、2018年からは大口向けのガス小売りを開始。また、泊発電所の再稼働に向けた安全対策の整備などを進めた。北海道胆振東部地震では大規模な停電が生じ、記者会見で謝罪した。
2019年北海道電力代表取締役会長、北海道経済連合会会長、北海道食産業総合振興機構理事長、日本電気協会北海道支部会長、北海道科学技術総合振興センター（ノーステック財団）理事長、北海道スポーツ協会顧問。2023年北海道経済連合会名誉会長。